# Softastur
Softastur és una associació sense ànim de lucre amb l'objectiu de fomentar la llengua asturiana en les noves tecnologies, concretament en l'àmbit del programari lliure.
L'associació conformen-la voluntaris que són principalment programadors informàtics, filòlegs, dissenyadors i professors de llengua asturiana. Softastur ofereix a més a més suport tècnic i documentació gratuïta als usuaris de programari lliure.
A l'any 2008, Softastur va recibre el premi Andrés Solar, que lliura la Xunta pola Defensa de la Llingua Asturiana (Junta per a la defensa de la llengua asturiana), per la seva feina d'inclusió de l'asturià en les noves tecnologies i especialment per facilitar la disponibilitat d'Ubuntu, primer sistema operatiu en llengua asturiana.

## Història
Els orígens de Softastur es remunten al 2002. Aquest mateix any, el 5 de juliol, s'anunciava Mozilla 1.0: com el primer navegador en asturià. L'any següent (2003) sorgeix la idea de formar una comunitat per a la traducció i la coordinació d'aquest tipus de programari. La comunitat creix de forma progressiva fins a l'any 2007, quan les aportacions són ja força significatives i el nombre de projectes que es coordinen experimenta un notable augment. Softastur centra el seu treball en la traducció d'Ubuntu i el 2009 la comunitat es converteix de fet en associació.
A l'any 2010, un membre de Canonical Ltd. es desplaça a Astúries i qualifica la versió Lucid Lynx en llengua asturiana com a completa.

## Actualitat
Actualment Softastur treballa en la implantació d'Aspell (un corrector ortogràfic) dins del sistema operatiu Ubuntu. Entre els fets destacats de l'associació fins al moment, cal destacar l'acord de col·laboració en el projecte Termast, centre encarregat de la coordinació general de terminologia especialitzada, signat amb l'Academia de la Llingua Asturiana.
El febrer de 2010, Softastur va completar el treball de traducció d'OpenOffice.org (avui LibreOffice), primer suite ofimàtica en llengua asturiana. I també llançament de la xarxa social Ximielga.me

## Projectes i grups de traducció
- Free Translation Project
- Entorns d'escriptori: KDE, GNOME, Xfce, LXDE.
- Distribucions de GNU/Linux: Debian, Ubuntu, Fedora, openSUSE, Mandriva.
- Aplicacions diferents: AbiWord, aMule, Tux Paint, Joomla!, etc.
- Documentació i info.